# Enzo Moser
Enzo Moser (* 5. November 1940 in Palù di Giovo, Trentino; † 25. Juli 2008 ebenda) war ein italienischer Radrennfahrer.

## Sportliche Laufbahn
Enzo Moser war von 1962 bis 1967 Profi. 1961 gewann er den Trofeo Alcide Degasperi. Sein größter Erfolg war der Sieg bei der ersten Austragung des Giro del Trentino 1962. 1963 belegte er beim Giro d’Italia auf der 19. Etappe Platz zwei, und 1964 trug er zwei Tage lang die Maglia Rosa. Er fuhr den Giro zwischen 1963 und 1965, sein bestes Ergebnis war Platz 22 im Gesamtklassement 1963. Nach seinem Rücktritt vom Radsport 1965 war er auch als Sportlicher Leiter tätig. 2008 kam er ums Leben, als er bei der Landarbeit von einem Traktor überfahren wurde. Seit 2009 heißt die Auszeichnung beim Giro del Trentino für den kämpferischsten Fahrer Premio „Enzo Moser“.

## Familiäres
Enzo Moser stammte aus einer Radsportfamilie: Er war der zweitälteste von vier Rennfahrer-Brüdern, deren bekannteste (neben Diego Moser) sein jüngster Bruder Francesco und sein ältester Bruder Aldo sind. Auch drei seiner Neffen waren Radsportler, darunter Leonardo Moser sowie dessen Bruder Moreno.